# Chapter 4: The Gathering Storm
"Chapter 4: The Gathering Storm" es el cuarto episodio de la serie de televisión estadounidense The Book of Boba Fett, que sigue a los cazarrecompensas Boba Fett y Fennec Shand intentando hacerse con el control del imperio criminal de Jabba the Hutt 5 años después de su muerte en Return of the Jedi (1983). El episodio está ambientado en el universo de Star Wars, compartiendo continuidad temporal con The Mandalorian y otros spin-offs como Ahsoka. Fue escrito por Jon Favreau y dirigido por Kevin Tancharoen.
Temuera Morrison repite su papel de Fett de la segunda temporada de The Mandalorian, con Ming-Na Wen uniéndose a él como Fennec Shand. Matt Berry, Stephen "Thundercat" Bruner y Jennifer Beals también protagonizan el episodio. El rodaje comenzó en noviembre de 2020 y concluyó en junio de 2021. "Chapter 4: The Gathering Storm" se lanzó en Disney+ el 19 de enero de 2022 con críticas generalmente positivas.

## Trama
En un flashback, después de que la tribu de Tuskens fuera masacrada, Boba Fett planea venganza; para ello, comienza a fraguar un plan para irrumpir en el palacio de Jabba the Hutt para recuperar su nave. Mientras contempla la noche, es alertado por bengalas y al investigar, descubre que Fennec Shand se está muriendo de una herida en el estómago.Se las arregla con éxito para curarla y le pide que lo ayude a entrar en el palacio de Hutt, donde ella revela que Bib Fortuna se ha hecho cargo de su imperio. Se las arreglan para recuperar la nave de Fett, El Esclavo I y él libera a Shand de su servicio, pero ella aún elige seguir trabajando con él. Más tarde, Fett dispara a la pandilla de motociclistas que mató a los Tuskens e intenta recuperar su armadura del foso del Saarlac, matándolo con una carga sísmica, pero no tiene éxito. Tras ello, le propone a Fennec conformar un Gotra para tomar el poder.
En el presente, Fett contrata a Krrsantan después de que se pelea en el Santuario. Luego organiza una comida donde solicita que los subordinados de Hutt se unan a él en una alianza para enfrentar su guerra con el Sindicato Pyke, pero se niegan; en cambio Fett les pide mantenerse neutrales en el conflicto, a lo que acceden. Shand le sugiere a Fett que encuentren tropas para la guerra que se avecina.

## Producción

### Desarrollo
El episodio fue dirigido por Kevin Tancharoen, haciendo de esta su primera colaboración en un proyecto de Star Wars. Fue escrito por el showrunner de la serie Jon Favreau.

### Casting
Temuera Morrison y Ming-Na Wen repiten sus papeles de The Mandalorian como Boba Fett y Fennec Shand, respectivamente. Matt Berry y Jennifer Beals regresan como sus personajes recurrentes 8D8 y Garsa Fwip.   Carey Jones interpreta a Black Krrsantan, un cazarrecompensas wookie que apareció anteriormente en las series de Marvel Comics, Star Wars: Darth Vader y Star Wars: Doctor Aphra. Stephen "Thundercat" Bruner y Will Kirby hacen apariciones especiales como artista mod en Mos Eisley y Karales, respectivamente.

### Música
Joseph Shirley compuso la partitura musical del episodio, mientras que Ludwig Göransson compuso el tema principal de la serie. Las pistas destacadas se lanzaron el 21 de enero de 2022, en el primer volumen de la banda sonora de la primera temporada. 

## Recepción
En Rotten Tomatoes, el episodio tiene una calificación de aprobación del 90% según las reseñas de 20 críticos, con una calificación promedio de 7.20/10. El consenso de los críticos del sitio web afirma: ""The Gathering Storm" aparentemente deja atrás el pasado muy complicado de Boba Fett, finalmente sacando al cazarrecompensas del tanque de bacta mientras le da una atención atrasada a la coprotagonista Ming-Na Wen".